# Amtsgericht Sommerfeld
Das Amtsgericht Sommerfeld war ein preußisches Amtsgericht mit Sitz in Sommerfeld, Provinz Brandenburg.

## Geschichte
Das königlich preußische Amtsgericht Sommerfeld wurde mit Wirkung zum 1. Oktober 1879 als eines von zehn Amtsgerichten im Bezirk des Landgerichtes Guben im Bezirk des Kammergerichtes gebildet. Der Sitz des Gerichtes war die Stadt Sommerfeld.
Sein Gerichtsbezirk umfasste
- aus dem Landkreis Crossen den Stadtbezirk Sommerfeld und den Amtsbezirk Göhren
- aus dem Landkreis Guben den Amtsbezirk Ossig ohne den Gemeinde- und Gutsbezirk Merke
- aus dem Landkreis Sorau den Stadtbezirk Gassen, den Amtsbezirk Tauchel, die Gemeindebezirke und Gutsbezirke Dolzig und Kulm aus dem Amtsbezirk Dolzig sowie die Gemeindebezirke Baudach N.L., Baudach N.M. und Alt-Gassen sowie die Gutsbezirke Baudach N.L. und Alt-Gassen.[1]

Am Gericht bestand 1880 eine Richterstelle. Das Amtsgericht war damit ein kleines Amtsgericht im Landgerichtsbezirk.
Im Rahmen der Weltwirtschaftskrise wurden 60 Amtsgerichte als Folge von Sparverordnungen aufgehoben. Mit der Verordnung über die Aufhebung von Amtsgerichten vom 30. Juli 1932 wurde das Amtsgericht Pförten zum 30. September 1932 aufgehoben und sein Sprengel zwischen dem Amtsgericht Forst, Amtsgericht Guben und dem Amtsgericht Sommerfeld aufgeteilt. Das Amtsgericht Sommerfeld erhielt so die Landgemeinden Drehne, Jüritz, Merke, Riewerke, Schniebinchen, Seebigau und Thurno aus dem Gerichtsbezirk des Amtsgerichtes Pförten. Auch das Amtsgericht Triebel wurde aufgelöst und gab die Landgemeinden Grabow und Pockuschel an das Amtsgericht Sommerfeld ab.
Im Jahre 1945 wurden die östlich der Oder-Neiße-Grenze gelegenen Teile des Amtsgerichtsbezirks unter polnische Verwaltung gestellt. Damit endete die Geschichte des Amtsgerichtes Sommerfeld.